# Cities: Skylines
Cities: Skylines là một trò chơi máy tính thuộc thể loại mô phỏng xây dựng thành phố đang được hãng Colossal Order phát triển và Paradox Interactive phát hành vào ngày 10 tháng 3 năm 2015 cho Windows, MacOS và Linux. Giới báo chí chuyên nhận thấy nó sẽ là một đối thủ cạnh tranh của tựa game cùng thể loại xây dựng thành phố năm 2013 là SimCity. Cities: Skylines hiện đang có mặt thông qua dịch vụ phân phối kỹ thuật số Steam.

## Chơi
Bắt đầu trò chơi, người chơi nhập vai một thị trưởng, được cung cấp số tiền vốn ban đầu và một ô đất hình vuông cạnh 2 nhân 2 kilômét (1,2 mi × 1,2 mi), cùng với một nút giao từ một đường cao tốc lân cận và một số tiền nhất định (khoảng $70.000). Những người chơi phải xây dựng những con đường đầu tiên, cùng với xây dựng quy hoạch sử dụng đất (nhà ở, thương mại và công nghiệp) và các dịch vụ thiết yếu như điện, nước để khuyến khích người dân chuyển vào và cho họ việc làm.
Trò chơi này với chủ đề là xây dựng thành phố thông qua các công việc quy hoạch đô thị, xây dựng đường đi, các trường học, bệnh viện, an ninh, cứu hỏa, các bến xe, sân bay, giao thông công cộng, cùng việc điều chỉnh chính sách, thuế, qua đó mô phỏng "thành phố mơ ước" của người chơi.
Nhà thiết kế trò chơi này chỉ giới hạn và gò bó một số chức năng và công trình có thể có trong trò chơi. Vì vậy hằng năm, nhà phát hành đã tung ra một vài bản mở rộng DLC cho trò chơi này.
Trên nền tảng Steam, cộng đồng trò chơi này rất phát triển. Cũng vì đặc thù sáng tạo và nhu cầu không giới hạn về trò chơi mà kho vật phẩm của trò chơi này trên Steam rất đa dạng, phong phú, được tạo bởi người chơi trên khắp thế giới, là một nút thắt cho sự gò bó của nhà phát hành đối với Cities: Skylines, và mọi người chơi có thể sử dụng miễn phí bằng việc đăng kí chúng.
Người chơi trò chơi này có 3 lựa chọn để mở rộng sự đa dạng của trò chơi. Thứ nhất là mua các bản mở rộng (DLC). Đó là những bản không bắt buộc đi kèm với trò chơi, có mất phí và không cần cài đặt theo thứ tự. Nó bổ sung các tính năng, bộ điều khiển cũng như một số công trình khác. Cách thứ hai là họ có thể đăng kí các công cụ (MOD) hoặc tạo ra bằng việc lập trình, giúp họ có thể làm những điều mà Colossal Order giới hạn. Cách thứ ba là người chơi có thể đăng kí các công trình (ASSET) hoặc tạo nó bằng phần mềm 3D, làm cho đa dạng các công trình có trong trò chơi.

## Bản mở rộng
Từ lúc phát hành lần đầu bản chính của Cities: Skylines, đã phát hành 10 bản mở rộng chính:
| Bản mở rộng       | Nội dung mở rộng | Ngày công bố | Ngày phát hành |
| ----------------- | --- | ------------ | -------------- |
| After Dark        | - Chức năng chuyên môn hóa và tạo các khu du lịch, khu giải trí. - Thêm nhà tù. - Công trình giao thông mới: cảng trung chuyển, bến xe buýt, taxi và sân bay quốc tế. - Có đường và làn riêng dành cho người đi xe đạp và xe buýt công cộng. - Bổ sung buổi đêm thay vì thành phố luôn tràn ngập trong ánh nắng. | 7/8/2015     | 24/9/2015      |
| Snowfall          | - Thêm chủ đề mùa đông, các chức năng sưởi ấm, xe dọn tuyết cho thành phố - Mở rộng các tùy chọn giao thông công cộng, thêm các công trình mùa đông - Có thêm các bản đồ mới | 19/1/2016    | 20/2/2016      |
| Natural Disasters | - Thêm 'Kịch bản' cho trò chơi với một trò chơi đã được thiết lập sẵn - Bổ sung các thiên tai và dịch vụ cứu hộ thảm họa thiên nhiên nhiên - Radio được bổ sung để ngoài việc phát nhạc hệ thống và tin tức cảnh báo thảm họa, nó còn phát quảng cáo trong trò chơi, phát nhạc và thêm một số đài phát thanh     | 18/8/2016    | 29/11/2016     |
| Mass Transit      | - Bổ sung hệ thống vận tải: phà, cáp treo, khí cầu, tàu điện một ray. - Tòa nhà trung tâm vận tải cho phép vận tải bằng nhiều phương thức - Thêm kịch bản, hệ thống giao thông, loại đường, bến tàu và kênh nước mới                                                                                             | 28/2/2017    | 18/5/2017      |
| Green City        | - Bổ sung các công trình làm cho thành phố sạch hơn với 350 công trình, vật phẩm mới - Tăng cường chuyên môn hóa các quận và thêm các kịch bản | 22/8/2017    | 19/10/2017     |
| Parklife          | - Thêm các công viên mới và khu quy hoạch chuyên môn công viên - Các tòa nhà có nhãn "công viên" có thể đặt bên ngoài khu công viên | 24/4/2018    | 24/5/2018      |
| Industries        | - Các loại tài nguyên mới được đưa và, đi kèm với bốn loại hình công nghiệp - Thêm các dây chuyền công nghiệp và khu quy hoạch chuyên môn công nghiệp - Thêm bưu điện | 11/10/2018   | 23/10/2018     |
| Campus            | - Thêm các công trình đại học mới và các khu thể thao đại học. - Thêm ba khu đại học và khu quy hoạch chuyên môn đại học. - Thêm các đội thể thao cho đại học, thêm xe buýt trường học. | 9/5/2019     | 21/5/2019      |
| Sunset Harbor     | - Thêm tài nguyên thủy sản và công nghiệp đánh bắt thủy sản. - Thêm loại hình vận tải mới: xe buýt nối dây và trực thăng. - Tàu điện ngầm đã có thể chạy lên mặt đất. - Các công trình giao hợp giữa nhiều hình thức vận tải.                                                                                    | 19/3/2020    | 26/3/2020      |
| Airport           | - Xây dựng sân bay được cá nhân hóa | 10/12/2021   | 25/1/2022      |

Ngoài 10 bản mở rộng chính, còn phát hành hai loại bản mở rộng khác là bản mở rộng Radio cung cấp các bản nhạc và radio mới cho trò chơi, và bản mở rộng Nội dung sáng tạo cung cấp hệ thống nhà ở, công trình bởi những nhà sáng tạo.

## Phát triển và tiếp thị
Nhà phát triển Phần Lan Colossal Order đã muốn tạo ra một trò chơi có phạm vi rộng hơn so với tựa game chỉ tập trung về mảng vận tải của họ là Cities in Motion trong một thời gian, nhưng có thể không tìm được kinh phí ban đầu từ nhà phát hành Paradox Interactive. Cities: Skylines được hãng Paradox công bố vào ngày 14 tháng 8 năm 2014 tại Gamescom lúc đang trong giai đoạn alpha của quá trình phát triển game. Đoạn trailer công bố nhấn mạnh rằng người chơi có thể "xây dựng thành phố trong mơ [của họ]", "mod và chia sẻ trực tuyến" và "chơi offline"—tính năng thứ ba này được giới báo chí giải thích như một cú đâm mạnh vào SimCity, vốn ban đầu yêu cầu một kết nối Internet trong quá trình chơi game. Skylines sử dụng một engine Unity tương thích với sự hỗ trợ chính thức cho việc sửa đổi game. Vào đầu tháng 9 năm 2014, một thông cáo giữa quý I và quý II năm 2015 được ước tính; Colossal Order dự kiến sẽ tiếp tục phát triển Skylines sau lần phát hành ban đầu của nó. Ngày 10 tháng 2 năm 2015, một trailer mới được tung ra và ngày phát hành chính thức được tiết lộ là ngày 10 tháng 3.

## Đón nhận
Ngay khi Cities: Skylines vừa được công bố, giới báo chí đã nhận thấy đây sẽ là một đối thủ cạnh tranh của SimCity, mô tả nó như là "một chút...thuốc giải độc cho nỗ lực gần đây nhất của Maxis với SimCity" và "nhằm đáp ứng cái mà SimCity không thể làm". Một bài viết của Eurogamer có đề cập đến "thứ gì đó của một kích cỡ không tương xứng" giữa nhà phát triển Colossal Order (số nhân viên về sau lên tới chín người) và Maxis, và tham vọng của mình với Skylines và SimCity.